# Fèlix de Bona
Fèlix de Bona (Catalunya, 1821 - Madrid, 1899) fou un economista català. D'ideologia liberal i defensor del lliurecanvisme, el director de l'Arxiu de la Corona d'Aragó Pròsper de Bofarull i Mascaró, l'aconsellà traslladar-se a Madrid, on hi marxà amb el seu cosí, el també economista Joan Eloi de Bona i Ureta, ajudant de Bofarull. Allí treballà a diversos diaris defensors del lliurecanvisme, en particular La Discusión, del que en fou redactor de 1850 a 1859. També es mostrà a favor de l'abolició de l'esclavatge, de manera que el 1865 fou un dels fundadors de la Sociedad Abolicionista Española. També fou membre de l'Asociación para la reforma de los Aranceles.

## Obres
- Economía popular (1870)
- La huelga (pòstuma), novel·la